# Ананьино (озеро, Вологодская область)
Ананьино — озеро в России, располагается на территории Вашкинского района Вологодской области.
Площадь водной поверхности озера равняется 2,35 км². Уровень уреза воды находится на высоте 139 м над уровнем моря. Площадь водосборного бассейн озера составляет 30,8 км².
Код объекта в государственном водном реестре — 08010200311110000005537.